# کفر الدوار
کفر الدوار نام شهر و شهرستانی در استان بحیره مصر است.